# Rakoniewice (gromada)
Rakoniewice – dawna gromada, czyli najmniejsza jednostka podziału terytorialnego Polskiej Rzeczypospolitej Ludowej w latach 1954–1972.
Gromady, z gromadzkimi radami narodowymi (GRN) jako organami władzy najniższego stopnia na wsi, funkcjonowały od reformy reorganizującej administrację wiejską przeprowadzonej jesienią 1954 do momentu ich zniesienia z dniem 1 stycznia 1973, tym samym wypierając organizację gminną w latach 1954–1972.
Gromadę Rakoniewice z siedzibą GRN w mieście Rakoniewicach (nie wchodzącym w skład gromady) utworzono – jako jedną z 8759 gromad na obszarze Polski – w powiecie wolsztyńskim w woj. poznańskim, na mocy uchwały nr 41/54 WRN w Poznaniu z dnia 5 października 1954. W skład jednostki weszły obszary dotychczasowych gromad Drzymałowo, Elżbieciny, Gola, Goździn i Rakoniewice-Wieś ze zniesionej gminy Rakoniewice w tymże powiecie. Dla gromady ustalono 11 członków gromadzkiej rady narodowej.
1 stycznia 1960 do gromady Rakoniewice włączono obszary zniesionych gromad Ruchocice i Tarnowa w tymże powiecie.
4 lipca 1968 do gromady Rakoniewice włączono obszar zniesionej gromady Rostarzewo w tymże powiecie.
1 stycznia 1970 do gromady Rakoniewice włączono 466,13 ha z miasta Rakoniewice w tymże powiecie.
Gromada przetrwała do końca 1972 roku, czyli do kolejnej reformy gminnej. 1 stycznia 1973 w powiecie wolsztyńskim reaktywowano gminę Rakoniewice (od 1999 gmina Rakoniewice należy do powiatu grodziskiego).